# Romulea tempskyana
Romulea tempskyana là một loài thực vật có hoa trong họ Diên vĩ. Loài này được Freyn miêu tả khoa học đầu tiên năm 1897.